# Пестроголовый дятел
Пестроголовый дятел (лат. Veniliornis lignarius) — вид птиц из семейства дятловых]. Его долго помещали в род Picoides.

## Распространение
Полосатый дятел имеет две непересекающиеся популяции. Одна находится в западно-центральной и южной части Боливии и на крайнем севере Аргентины. Другая находится в центральной и южной частях Чили и на юго-западе Аргентины. Также дятел обитает в юго-западной части Южной Америки. Дятел живёт в самых разных ландшафтах, большинство из которых от полуоткрытых до открытых лесов. Включающие в себя влажные леса и более сухие участки с кактусами и редкими деревьями. На севере он также встречается в глубине зрелых влажных лесов, и как на севере, так и на юге встречается на пастбищах с редкими деревьями, фруктовых садах, плантациях и огородах. Высота над уровнем моря колеблется от 1600 до 4000 м (от 5200 до 13100 футов) в Боливии, но только до 1800 м (5900 футов) в Чили и 2700 м (8900 футов) в Аргентине.

## Описание
Длина тела 15—16 см. Вес 35—39 г. У самца чёрные лоб и корона. Последняя покрыта полосками и пятнами, рисунок их может варьироваться. Задняя часть шеи красная или оранжево-красная.

## Биология
Диета в основном неизвестна, но птицы приносят в гнездо насекомых, как взрослых, так и личинки, преимущественно Coleoptera.
МСОП присвоил виду охранный статус LC.